# Crossover-Übergang
Als „crossover“-Übergang bezeichnet man ein in der Physik und anderen Naturwissenschaften auftretendes Phänomen, bei dem  ein scharfer Phasenübergang – der nur geringfügig abgerundet oder „verschmiert“ erscheint –  nur als scharf vorgetäuscht wird.

## Mathematische Beschreibung
Das Übergangsphänomen  äußert sich typischerweise dadurch, dass eine Größe Y bei doppelt-logarithmischer Auftragung über einer Variablen  X zwei aneinander angrenzende lange Geradenabschnitte mit  unterschiedlichen Steigungen aufweist, z. B. Übergang von einem verlängert gedachten Geradensegment mit Steigung 0 zu einem anderen mit Steigung 1, etwa so:    ____{\displaystyle \nearrow }, was abgerundet etwa durch folgende Funktion beschrieben werden kann (für {\displaystyle X} zwischen 0 und einem sehr großen Wert):
{\displaystyle Y=1+X^{2}}
Für sehr kleine X ist nur der erste Term der rechten Seite wichtig, für sehr große dagegen nur der zweite. Man erhält so für {\displaystyle X\ll 1} das Ergebnis {\displaystyle Y\cong 1}, also eine Gerade mit Steigung Null durch Y=1. Für {\displaystyle X\gg 1} dagegen ergibt sich bei logarithmischer Auftragung eine Gerade mit der Steigung 2, oder bei Änderung der  Potenz X2 ein anderer endlicher Wert. Der Übergang zwischen Geradensegmenten erfolgt jedoch nicht „scharf“, sondern „abgerundet“, entsprechend der vollen Beschreibung.
Der „crossover“-Übergang  ist also nur „ungefähr“ lokalisiert, und zwar ungefähr am rechten Ende des linken Geradensegments bzw.  am linken Ende des rechten Segments.

## Wahre und vorgetäuschte Interpretation
Der  Übergangsbereich zwischen den unterschiedlichen Geradenabschnitten ähnelt dann einem abgerundeten (bzw. durch Störstellen „verschmierten“) echten Phasenübergang, wobei die unterschiedlichen Geradensteigungen fälschlich als „kritische Exponenten“ rechts bzw. links dieses vorgetäuschten  echten Phasenübergangs interpretiert werden und der fiktive Schnittpunkt der Geraden fälschlich als Ort des vorgetäuschten Phasenüberganges.
In Wirklichkeit handelt es sich um zwei unterschiedlich charakteristische Gebiete ein-und-derselben Phase.

## Anwendungsbeispiel
Als konkretes Beispiel betrachten wir einen magnetischen Kristall, etwa Eisen. Unterhalb der kritischen Temperatur TC gilt, dass die Magnetisierung (genauer: der thermische Erwartungswert der Größe) bei Annäherung von unten an diese sog. Curie-Temperatur,  mit einem charakteristischen Wurzelgesetz zunimmt (Molekularfeldtheorie), {\displaystyle \langle M\rangle _{T}\propto (T_{C}-T)^{1/2}}. Zugleich wachsen die Fluktuationen der Magnetisierung an, und zwar nach dem Gesetz  {\displaystyle \langle (\delta M^{2})\rangle _{T}\propto (T_{C}-T)^{-1}} mit {\displaystyle \langle (\delta M^{2})\rangle _{T}:=\langle M^{2}\rangle _{T}-\langle M\rangle _{T}\,^{2}}, bis diese zuletzt eine mit M vergleichbare Größenordnung erreichen. Wenn das der Fall ist, d. h. bei weiterer Annäherung von T an den kritischen Wert TC, erfolgt – wie man experimentell feststellen kann – ein Übergang zu einem Verhalten {\displaystyle \langle M\rangle _{T}\propto (T_{C}-T)^{\beta }} und {\displaystyle \langle (\delta M^{2})\rangle _{T}\propto (T_{C}-T)^{-\gamma }}, mit {\displaystyle \beta \cong 1/3} und {\displaystyle \gamma \cong 4/3\,.} Dieser Übergang von den Molekularfeld-Steigungen, z. B. von {\displaystyle \beta _{Mol.F}=1/2}  zu den von den Fluktuationen dominierten eigentlichen kritischen Werten, etwa zu {\displaystyle \beta \cong 1/3}, erfolgt genau durch einen „crossover“-Übergang vom Molekularfeld-Verhalten zum  eigentlichen kritischen Verhalten.
Dieses „crossover“-Phänomen findet bei einer nur „ungefähr“  definierten „crossover“-Temperatur nahe bei TC statt, etwa wenige Prozent darunter. Es kann beträchtliche Unterschiede umfassen, wie den Unterschied zwischen dem Molekularfeld-Exponenten β=1/2 und dem eigentlichen, nicht exakt bekannten kritischen Wert β ≈ 1/3. Der eigentliche „scharfe“ Phasenübergang ereignet sich jedenfalls  bei TC selbst.

## Warum doppelt-logarithmische Auftragung?
Die logarithmische Auftragung der Variablen X ist wesentlich, weil nur so die geforderten langen Segmente entstehen, die i.a. viele Zehnerpotenzen umfassen sollen. Die logarithmische Auftragung der Variablen Y für die mathematische Umwandlung von Potenzgesetzen in Geradensteigungen ist ebenfalls wichtig. Außerdem muss das Phänomen insgesamt additiv sein, was wegen  {\displaystyle \ln {(X_{1}\cdot X_{2})}=\ln X_{1}+\ln X_{2}} und  {\displaystyle \ln {(Y_{1}\cdot Y_{2})}=\ln Y_{1}+\ln Y_{2}} erfüllt ist.

## Zur Bedeutung des Begriffs
Es ist eine wichtige Aufgabe der Theoretischen Physik gegenüber z B. der Experimentalphysik solche nur „vorgetäuschten“ Übergänge von „verschmierten echten Phasenübergängen“ zu unterscheiden. Der Unterschied wird im Verhalten beim sog. Thermodynamischen Grenzfall {\displaystyle N\to \infty } sichtbar, wo bei „echten“ Phasenübergängen die Verschmierung bzw. Abrundung verschwinden muss.